# 本橋保正
本橋 保正（もとはし やすまさ、1921年（大正10年）3月7日 - 2015年（平成27年）9月21日）は、日本の政治家。東京都杉並区長（1期）。

## 来歴・人物
杉並区内で生まれ育った。明治大学専門部政治経済学科卒業後東京都に入職。1963年芝授産事業所長を経て、1965年に杉並区役所に移る。土木部管理課長、1969年総務部総務課長、1971年区民部長、1974年総務部長を務める。
1979年にエコー保険企画社長に就任、1980年、安田火災海上保険顧問に就く。同年杉並区収入役、1983年に助役就任。
1995年4月23日に行われた杉並区長選挙に自民党・社会党・公明党の推薦を得て立候補。3人の候補者を破り初当選した。
1999年の区長選では自民党の推薦を得て立候補するも、元日本新党衆議院議員の山田宏に敗れた。
2015年9月21日8時すぎ、うっ血性心不全のため区内成田東の自宅で死去。94歳没。